# Caodong
Caodongzong (chiń. 曹洞宗 cáodòng zōng ; kor. chodong chong 조동종; jap. sōtō-shū 曹洞宗; wiet. tào dộng tông) – jedna z pięciu głównych szkół chan.
Została założona przez mistrza chan Dongshana Liangjiego i jego ucznia Caoshana Benjiego w 11 i 12 pokoleniu mistrzów od Bodhidharmy. Nazwa powstała od pierwszych członów nazw dwu gór, na których mieli swoje klasztory. Jak to często w szkole chan się zdarzało nazwy tych szczytów stały się ich imionami. Linia przekazu, która wiodła do założycieli tej szkoły zapoczątkowana została przez ucznia Szóstego Patriarchy Huinenga mistrza chan Qingyuana Xingsi.

## Nauki
Gdy Huineng dokonał w stylu nauczania chan swoistej rewolucji, linia przekazu hongzhou, z której wyłoniła się później szkoła linji, całkowicie odrzuciła ze swojej praktyki wpływy indyjskie. Szkoła caodong okazała się tu bardziej konserwatywna.
Prekursorem nauk caodong był mistrz chan Shitou Xiqian (700–790). Chociaż jego nauki i linie przekazu Dharmy doprowadziły do powstania aż trzech z pięciu szkół chan tego okresu, to japońska kontynuacja tej szkoły, czyli sōtō, upatruje w nim swojego przodka.
Praktykę caodong można streścić w takich pojęciach jak pogodny spokój, spokojna refleksja czy spokojne odzwierciedlanie. Odpowiadają temu takie chińskie terminy jak mozhao chan lub anwunian (spokój bez myślenia). Pierwszym mistrzem, który wprowadził czystą praktykę cichego oświecenia, był Furong Daokai (1043–1118). Ogólnie uważa się, że szkoła ta nie używała w swej praktyce Koanów (jap. kōan). Nie jest to jednak ścisłe, gdyż było wielu mistrzów caodong, którzy z całą swobodą wprowadzali praktyki gong’anowe. Przeważnie używano tu słynnego zbioru gong’anów Congronglu (Zapiski Wielkiego Spokoju). Jednak podstawową praktyką było (jest) po prostu siedzenie (chin. zhiguan dazuo, jap. shikan taza), w czasie którego obserwuje się własny umysł w spokoju lub spokojnie śledzi swój oddech.
Wszystkie podstawowe elementy praktyki zostały wyrażone w wierszu pochodzącym z Uwag o pogodnie pozostawionym odzwierciedleniu mistrza chan tej szkoły nazwiskiem Hongzhi Zhengjue (1091–1157):
| W milczeniu, w pogodnym opanowaniu zapominane są wszystkie słowa; Świetliście przejrzyste i pełne życia, objawia się przed tobą TO. W jego świetle widzi się rzeczywiście wszystko. Jedynego rodzaju lustrem jest ta świetlista świadomość, Pełnym cudów jest to czyste, prawdziwe odzwierciedlenie, Rosa i księżyc. Gwiazdy i rzeki, Śnieg i sosny I chmury unoszące się nad Szczytami gór. Z ciemności wszystkie przemieniają się w promieniującą przejrzystość; Z ciemności wszystkie stają się promieniującym światłem. Nieskończone cuda kryją się i działają w tym pogodnym wyciszeniu. W tym odzwierciedlaniu kończy się wszelkie celowe dążenie. Pogoda jest ostatnim słowem [każdej nauki]; Odzwierciedlanie jest odpowiedzią na wszystko [ukazujące się]. Odpowiedź jest łatwa, naturalna i spontaniczna. Jedność obraca się wniwecz, Gdy odzwierciedlaniu brak jest pogodności. Wszystkie dobre chęci są roztrwonione i są z drugiej ręki, Gdy pogodność jest bez odzwierciedlania. Prawda pogodnie pozostawionego odzwierciedlania jest doskonałością. O, patrz! Niezliczone rzeki spadając I tocząc się dalej Uchodzą do olbrzymiego oceanu. |

### Wu wei (五位)
W nauczaniu stosowano system pięciu stopni lub relacji, które powstały pod wpływem mistrza chan Guifenga Zongmiego. Stworzył je Dongshan według nauk Yunyana Tanshenga i dlatego nosiły nazwę Dongshan wu wei (kor. Tongsan owi; jap. tōzan go-i; wiet. Động Sơn ngũ vị). Był to pewien rodzaj kosmologicznej dialektyki pod wpływem nauk huayanzong (szkoły sutry Awatamsaki). Podstawowymi pojęciami były zheng i pian (dosłownie proste i zgięte). Odnosiły się one do absolutu, jednego, tożsamego, uniwersalnego i noumenalnego z jednej strony, i względnego, wielokrotnego, różnego, cząstkowego i fenomenalnego – z drugiej. Są one spokrewnione z odpowiednimi pojęciami li (noumen) (absolutna zasada, ale w filozofii chińskiej: czarne, ciemne) i shi (wygląd, powierzchowność, ale w filozofii chińskiej: jasne, światło). Obrazowane to było przez zestaw pięciu kół (Dongshan do demonstracji używał dłuższych i krótszych patyczków, które układał zgodnie z odpowiadającymi trygramami i heksagramami z Yijing):
- koło czarne przedstawiało li Absolut, Pustkę; posługiwano się zwykle nośnymi pojęciami Księcia lub Gospodarza.
- koło białe przedstawiało zasadę, która jest zawsze i wszędzie obecna – shi; posługiwano się zwykle nośnymi pojęciami Wasala lub Gościa.
- trzy pozostałe koła, pośrednie: prawie czarne, prawie białe i białe z czarnym punktem w środku – obrazowały różne stadia urzeczywistniania przez ucznia absolutnej jedności ze wszystkim, symbolizowane przez koło czarne.

Oto 5 typów relacji Księcia/Gospodarza z Wasalem/Gościem:
- Stopień pierwszy: uznanie, potwierdzenie i przyjęcie, że nad małym ja istnieje jakieś wielkie ja (Książę nad Wasalem – czarna część koła jest większa od białej; shi jest w li; trygram sun)
- Stopień drugi: uznanie, potwierdzenie i przyjęcie, że jest się służącym księcia, czyli jest się tylko gościem w świecie i należy działać dla niego (Księcia); (biała część koła jest większa od czarnej; li jest w shi; trygram dui). To już jest doświadczenie oświecenia. Fenomenalne wskazuje na noumenalne.
- Stopień trzeci: Wasal otwiera się dla duchowego teraz dokonującego się w świecie. Czuje, że to, co wzniosłe czy rzeczywiste jest faktycznie nim. Wasal staje się prawie całkowicie świadomy obecności Księcia; (w białym kole czarny punkt w środku; shi wychodzi z li; heksagram zhongfu)
- Stopień czwarty: praktyka chan prowadzi do zaniknięcia postawy Księcia i Wasala. Stają się coraz jaśniejsi, bowiem następuje uniezależnienie się od umysłu jako podstawy wiedzy itd. Jest to etap wuwei (chin. trad. 無為, upr. 无为, pinyin) – niedziałania. Wasal jest jednym z Księciem; kropla rosy wpada do oceanu; (koło jest białe; li jest całkowicie w shi; heksagram zhongli).
- Stopień piąty: teraz urzeczywistniona jedność Wasala z Księciem poszerza się o jedność ze wszystkim innym, nawet uważanym za błędne, złe czy pochodzące z mayi; (jedność osiągnięta; koło jest całkowicie czarne; heksagram daguo)

Każdy uczeń realizował te stopnie w swoim życiu, stopniowo doświadczając ich i urzeczywistniając.
Mistrz zen Hakuin powiedział o tym systemie, iż jest on główną zasadą buddyzmu i istotną drogą praktyki zen.
Szkoła ta cieszyła się w Chinach mniejszą popularnością i wpływy jej były mniejsze od szkoły linji i po kilkuset latach istnienia została, jako ostatnia, wchłonięta przez linjizong.
Rekapitulacja – szkoła ta kierowała się pięcioma zasadami
- - Siedzenie w medytacji bez posiadania podmiotu medytacji jest zupełnie wystarczające.
  - Siedzenie w medytacji i przebudzenie się (oświecenie) nie są dwoma różnymi rzeczami.
  - Nie można oczekiwać oświecenia.
  - Nie można uzyskać oświecenia.
  - Ciało i Umysł muszą się stać jednym.

## Historia szkoły

### Początki
Szkoła caodong wyłoniła się z linii przekazu Dharmy mistrza chan Qingyuana Xingsi (660–740). Poprzez mistrzów Shitou Xiqiana (700–790), Yueshana Weiyana (745–828 (lub 751–834) przekaz Dharmy dotarł do Yunyana Tanshenga (770–841). Yunyan był nauczycielem założyciela szkoły Dongshana Lianjie (807–869).
Początkowo tradycja ta rozwijała się rywalizując z pozostałymi czterema szkołami, głównie dzięki dwóm potężnym osobowościom mistrzów Dongshana i jego ucznia, i zarazem współzałożyciela szkoły, Caoshana Benji (840–901). Tradycja ta w IX wieku została nawet przeniesiona do Korei przez mistrza sŏn Iŏma (869–936), znalazła się w gronie tzw. dziewięciu górskich szkół sŏn, jednak nie odegrała tam większej roli. Po początkowej eksplozji, właściwie od X w. szkoła zaczęła chylić się do upadku.

### Pierwszy kryzys szkoły i rewitalizacja
W swoim dziele Chuanfa zhengzong ji (Zapis przekazu prawdziwej linii Dharmy) mistrz chan i badacz jego historii Qisong (1007–1072) napisał
| Dzisiaj wyznawcy rodzin yunmen, linji i fayan występują w wielkiej ilości. Ale rodzina guiyang już wygasła, a caodong ledwo egzystuje, słaba jak jedyne źródło w czasie suszy. |

Koniec szkoły cadong wydawał się być przesądzony. Autor Jingde chuandeng lu wymienia 53 spadkobierców Dongshana w trzecim pokoleniu. Jednak już w czwartym pokoleniu jest ich zaledwie 10. W piątym pokoleniu pozostał już tylko jeden mistrz chan Dayang Jingxuan (942–1027). Wiadomo że miał on 2 bardzo obiecujących uczniów, którym przekazałby Dharmę, niestety zmarli oni jeszcze za jego życia.
Wtedy właśnie nastąpił przełom w historii caodong. Mistrz Dayang zwrócił się do wpływowego mistrza chan ze szkoły linji Fushana Fayuana (991–1067) z prośbą o dalsze poprowadzenie szkoły i to w dodatku w stylu caodong. Mistrz Fushan wyraził zgodę i to uratowało tę tradycję. Przekazał on Dharmę Touzi Yiqingowi (1032–1083). Touzi przekazał Dharmę Furongowi Daokaiowi (1043–1118 i Dahongowi Bao’enowi (1058–1111). W Jianzhong Jigguo xudeng lu (Kontynuacja zapisów z [przekazu] lampy [okresu] Jianzhong Jigguo) wymienionych jest 7 spadkobierców Touziego. Główną linią przekazu była linia Daokaia, ale sam Dahong miał już 13 spadkobierców.
Daokai był po 1082 r. opatem 2 klasztorów chanu, a do 1108 r. stał się już bardzo znany nawet w elitarnych buddyjskich kręgach. Jego uczniowie także już zostali opatami publicznych klasztorów.
We wspomnianym powyżej dziele Xudeng lu, która to praca została napisana nieco przed 1101 r., często wspomina się o Daokaiu i Bao’enie, chociaż byli jeszcze przed szczytem swoich karier. Najwyraźniej to nieoczekiwane odrodzenie szkoły fascynowało wszystkich – łącznie z cesarzem Huizongiem, który napisał wstęp do Xudeng lu. Nawet badacz i mistrz chan ze szkoły linji Juefan Huihong (autor m.in. Linjian lu (Zapisy z lasu chan, XI w.) także śledził losy linii przekazu caodong i nawet poznał się z uczniami Daokaia – mistrzami chan Kumu Fachengiem (1071–1128) (w 1119 r.) oraz z Danxia Zichunem (1064–1117).
Do 5 pokolenia po Zichunie należał m.in. Eihei Dōgen Kigen (1200–1253), który przeniósł Dharmę caodong do Japonii, gdzie stała się największą szkołą zenu.
Zrewitalizowana szkoła caodong osiągnęła szczyt rozwoju w XII w., gdy spadkobiercami mistrza Zichana została trójka mistrzów. Byli nimi: Hongzhi Zhengjue (1091–1157), Zhenxie Qingliao (1088–1151 i w nieco mniejszym stopniu, ze względu na krótkość życia, Huizhao Qingyu (1078–1140).
Wtedy także doszło do znanej kontrowersji pomiędzy mistrzem chan ze szkoły linji, którym był Dahui Zonggao (1089–1163), a Honghzim Zhengjuem, na temat praktyki "cichego oświecenia" (chiń. mozhao) szkoły caodong. Dahui zaatakował "mozhao chan" uderzając nie tylko w mistrza Hongzhiego i jego generację, ale także w Daokaia i jego uczniów. Dahui w ogóle nie wspomina o tej praktyce w kontekście szkoły caodong sprzed okresu mistrza Daokaia. Tak więc zapewne ta praktyka rozwinięta została dopiero właśnie przez Daokaia. Dahui zaatakował tak skutecznie, że odtąd ortodoksją w tradycji chan stała się praktyka "kanhua chan", czyli instrospekcji gong’anu, stosowana w szkole linji. Tym niemniej praktyką w szkole caodong była również i praktyka Koanowa. Z owej kontrowersji wynika, że Zhengjue nie miał nic przeciwko gong’anom, wiadomo, że zostawił po sobie dwa zbiory gong’anow ze swymi komentarzami. Stały się one potem podstawą do powstania wielkiego zbioru podobnego do Zapisków Błękitnej Skały. Jednak dla niego praktyka gong’anowa i ich komentowanie, to była jedna strona praktyki chan, a siedząca medytacja (chiń. zuochan, jap. zazen) była drugą stroną praktyki. Sprzeciwił się więc wielkiej innowacji rozpropagowanej przez Zonggao w praktyce gong’anowej, którą był kanhua chan - chan instrospekcji słowa/wyrażeń. 
Linia przekazu mistrza Jingyina Ziyuego (zm. 1117), spadkobiercy mistrza Daokaia, przejęła w końcu także słynny klasztor Shaolin. Ta linia przetrwała kryzys całego chanu w XV i XVI w. i wzięła udział w ponownej rewitalizacji tradycji caodong w XVII w.
Z tej także linii przekazu przekazu wywodził się mistrz Wansong Xingxiu (1166–1246, który dodał komentarze do komentarzy Koanów dokonanych przez mistrza Hongzhi Zhengjuego. Praca ta została potem wydana jako Congrong lu.

### Kryzys XV i XVI wieku. Rewitalizacja
Po 200-letnim okresie regresu całej szkoły chan, pod koniec XVI i na początku XVII w. chan, a więc już tylko 2 szkoły – caodong i linji – rozpoczęły proces rewitalizacji.
Mistrz chan szkoły caodong Cizhou Fangnian (zm. 1594) z klasztoru Shaolin przekazał Dharmę mistrzowi Zhanranowi Yuanchengowi (1561–1626). Inni znani mistrzowie tego okresu: Wuyi Yuanlai (1575–1630), Huitai Yuanjing (1577–1630) i Yongjue Yuanxian (1578–1657), byli spadkobiercami mistrza Wuminga Huijinga (1548–1618), należącego także do linii przekazu z klasztoru Shaolin.
XVII-wieczni mistrzowie caodong twierdzili, że transmisje Dharmy caodong można prześledzić do samego mistrza Furonga Daokaia. Ta linia przekazu była kiedyś aktywna zarówno na północy jak i na południu Chin. Na północy szczególnie odznaczał się wspomniany już mistrz Wansong Xingxiu, który otrzymał patronat od nomadycznych władców tego okresu. Jego spadkobierca Xueting Fuyu (1203–1275), został opatem klasztoru Shaolin i przyczynił się do rozpropagowania chanu w tym czasie. Uważa się także, iż właśnie linia przekazu z Shaolin zachowała ciągłość. Gdy pod koniec okresu Mingów nastąpiło chanistyczne ożywienie, wspomniani w poprzednim akapicie mistrzowie dzięki przekazom Dharmy rozpowszechnili nauki caodong w takich prowincjach jak Zhejiang, Fujian i Guangdong. Tradycja ta, bardziej konserwatywna niż tradycja linji, nie potrafiła się jednak rozprzestrzenić jak linji na całe Chiny. Opanowała właściwie południowo-wschodnie tereny.
Dwoma najważniejszymi liniami przekazu tego okresu była linia przekazu Dharmy mistrza Zhanrana Yuanchenga i linia Wuminga Huijinga. Zhanran pozostawił 8 spadkobierców, takich jak m.in. Shiyu Mingfang (1593–1648), Sanyi Mingyu (1599–1665) i Rubai Mingxue (1584–1641). Wuming pozostawił 4 spadkobierców Dharmy. Byli nimi wspomniani już Wuyi Yuanlai, Huitai Yuanjing, Yongjue Yuanxian
Po tym ożywieniu w XVII w. szkoła caodong ponownie weszła w okres regresu i, chociaż dotyczył on także szkoły linji, ostatecznie została przez nią wchłonięta.

#### Najważniejsze linie przekazu Dharmy tego okresu
Obie wywodziły się z klasztoru Shaolin
Pierwsza linia
- Cizhou Fangnian (zm. 1594)
  - Zhanran Yuancheng (1561–1626)
    - Rubai Mingxue (1584–1641)
    - Ermi Mingfu (1591–1642)
    - Sanyi Mingyu (1599–1665)
      - Jingchao (bd) (Qi Junjia)

    - Baiyu Jingsi (1610–1665)
      - Hansong Zhicao (1626–1686)

    - Shiyu Mingfang (1593–1648)
      - Yuanmen Jinghu (bd)
      - Weizhong Jingfu (bd)
        - Weizhi Zhikai (bd)

Druga linia
- Yunkong Changzhong (1514–1588)
  - Wuming Huijing (1548–1818)
    - Yongjue Yuanxian (1578–1657)
      - Weilin Daopei (1615–1702)

    - Wuyi Yuanlai (1578–1657)
      - Liji Daoqiu (1586–1685)
        - Zaisan Hongzan (1611–1681)

      - Guhang Daozhou (1585–1655)
        - Jianjiang Hongren (1610–1664) znany malarz

      - Zongbao Daodu (1600–1661)
        - Zuxin Hanke (1611–1659)
        - Tianran Hanshi (1608–1685)

      - Xueguan Dao’an (1585–1637)
        - Yingxue Hongmin (1606–1671)
          - Ren’an Chuanqing (1626–1705) (znany malarz Bada Shanren)

    - Huitai Yuanjing (1577–1630)
      - Juelang Daosheng (1592–1659)
        - Xiaofeng Daran (1589–1659)
        - Xinyue Xingchou (1639–1695) (Donggao Xinyue) działał w Japonii, założył tradycję jushō w ramach szkoły sōtō
        - Zutang Dagao (1612–1673) (znany malarz Kun Can)
        - Wuke Dazhi (1611–1671)
        - Shilian Dashan (1633–1702)
          - Nguyễn Phúc Chú (1674–1725) Wietnam (król wietnamski)

Linia przekazu mistrza Juelanga została przeniesiona do Japonii i jest tam znana jako tradycja "jushō"

## Transmisja do innych krajów
- Korea. Nauki caodong zostały przeniesione do Korei na początku X wieku. Odpowiednik caodongzong czyli chodong chong nie zyskał jednak popularności. Z dziewięciu górskich szkół sŏn, tylko jedna pochodziła z linii caodong, a przeniósł ją mistrz Chinch'ŏl Iŏm w 911 r.
- Japonia. Do Japonii nauki caodong (jap. sōtō) przeniósł mistrz zen i jeden z myślicieli japońskich Dōgen w 1227 r. Dziś jest to największa szkoła zen w tym kraju i góruje nad rinzai, odpowiednikiem linji.

## Linia przekazu Dharmy zen
Pierwsza liczba oznacza liczbę pokoleń od Pierwszego Patriarchy chan w Indiach Mahakaśjapy.
Druga liczba oznacza liczbę pokoleń od Pierwszego Patriarchy chan w Chinach Bodhidharmy.
Trzecia liczba oznacza początek nowej linii przekazu w innym kraju.
- 34/7. Qingyuan Xingsi (660–740)
- 35/8. Shitou Xiqian (700–790) autor poematu Cantong qi
- 36/9. Yaoshan Weiyan (751–834) (także Yueshan)
- 37/10. Yunyan Tansheng (770–841)
- 38/11. Dongshan Liangjie (807–869) Szkoła caodong
  - 39/12. Qinshan Wensui (bd)
  - 39/12. Qinglin Shiqian (bd)
  - 39/12. Yuezhou Qianfeng (bd)
    - 40/13. Fori Heshang
    - 40/13. Shuixi Nantai

  - 39/12. Sushan Kuangren (837-909)
    - 40/13. Huguo Shoucheng

  - 39/12. Longya Judun* (835–923) (*także Judao)
    - 40/13. Baozi Zangyu

  - 39/12. Huayan Xiujing
    - 40/13. Ziling Heshang
    - 40/13. Zhangxing Heshang

  - 39/12. Caoshan Benji (840–901)
    - 40/13. Caoshan Huixia
    - 40/13. Jingfeng Congzhi
    - 40/13. Lumen Zhenchan
    - 40/13. Heyu Kuanghui
    - 40/13. Yuwang Hongtong

  - 39/12. Yunju Daoying (zm. 902)
    - 40/13/1. Sŏngak Hyŏngmi (864–917) Korea
    - 40/13/1. Chinch'ŏl Iŏm (869–936) Korea. Szkoła sumi san
    - 40/13. Tong’an Daoying (bd) (Daopi)
      - 41/14. Tong’an Guanzhi (bd)
        - 42/15. Liangshan Yuanguan (bd)
          - 43/16. Dayang Jingxuan (943–1027) (także Jingyan)
            - 44/17. Xingyang Qingpou (bd)
            - 44/17. Fushan Fayuan[7] (991–1067) (także Yunjian)
              - 45/18. Touzi Yiqing (1032–1083)
                - 46/19. Dahong Bao’en (1058–1111)
                  - 47/20. Tongfa (1082–1140)
                  - 47/20. Qingdan (bd)
                  - 47/20. Dahong Shanzhi (bd)
                  - 47/20. Jingyan Shousui (1072–1147)
                    - 48/21. Dahong Qingxian (1103–1180)

                - 46/19. Furong Daokai (1043–1118)
                  - 47/20. Kumu Facheng (1091–1128)
                  - 47/20. Dayong Qilian (1077–1144)
                  - 47/20. Lumen Fadeng (1075–1127)
                    - 48/21. Weixian (bd) opat Longan si

                  - 47/20. Jingyan Shousui (1072–1147)
                  - 47/20. Chanti Weizhao (Baofeng) (1084–1128)
                    - 48/21. Zhitong Jingshen (1090–1152)

                  - 47/20. Shimen Yuanyi (1053–1137)
                  - 47/20. Danxia Zichun (1064–1119)
                    - 48/21. Hongzhi Zhengjue (1091–1157) (także jako Tiantong), autor Congronglu
                      - 49/22. Jingyin Kumu (bd)
                      - 49/22. Liaotang Siche (bd)
                      - 49/22. Sizong (1085–1153)
                      - 49/22. Zhide Huihui (1097–1183) ta linia skończyła się po 10 pokoleniach
                        - 50/23. Mingji Huizuo (ok. 1150- do pocz. lat XIII wieku)
                          - 51/24. Donggu Miaoguang (zm. 1253)
                            - 52/25. Zhiweng Deju (bd)
                              - 53/26. Dongming Huiri (1272–1340) Japonia, opat Kenchō-ji

                    - 48/21. Zhenxie Qingliao (1089–1157)
                      - 49/22. Tiantong Zongjue (1091–1162)
                        - 50/23. Xuedou Zhijian (1105–1192)
                          - 51/24. Tiantong Rujing (1163–1228)
                            - 52/25/1. Dōgen Kigen (1200–1253) Japonia. Szkoła sōtō

                  - 47/20. Lumen Zijue (Jingyin) (zm. 1117)
                    - 48/21. Qingzhou Yibian (1081–1149) (Puzhao Yibian)
                      - 49/22. Lingyan Sengbao (1114–1173) (Zizhou Bao)
                        - 50/23. Yushuan Shiti (bd) (Wangshan Ti)
                          - 51/24. Xueyan Huiman (zm. 1206)
                            - 52/25. Wansong Xingxiu (1166–1246) opat klasztoru Shaolin; komentarze do Congrong lu
                              - 53/26. Xueting Fuyu (1203–1275)
                                - 54/27. Lingyin Wentai (zm. 1289) (Shaoshi Wentai)
                                  - 55/28. Huanyuan Fuyu (1245-1313) (Baoying Fuyu)
                                    - 56/29. Chunzhuo Wencai (1273-1352) (Shaoshi Wencai)
                                      - 57/30. Songting Ziyan (bd) (Wan’an Ziyan)
                                        - 58/31. Ningran Liaogai (1335-1421)
                                          - 59/32. Jukong Qibin (1383-1452)
                                            - 60/33. Wufang Kecong (1420-1482)
                                              - 61/34. Yuezhou Wenzai (1452-1524)
                                                - 62/35. Zongjing Zongshu (1500-1567)
                                                  - 63/36. Yunkong Changzhong (1514-1588) "druga linia przekazu z klasztoru Shaolin"
                                                    - 64/37. Wuming Huijing (1548-1618)
                                                      - 65/38. Boshan Yuanlai (1575-1630) (Wuyi Yuanlai) linia przekazu "boshan" (kontynuowana do dziś)
                                                        - 66/39. Guhang Daozhou (1585–1655)
                                                          - 67/40. Jianjiang Hongren (1610–1664) malarz

                                                        - 66/39. Xueguan Dao’an (1585–1637)
                                                          - 67/40. Yingxue Hongmin (1606–1671)
                                                            - 68/41. Ren’an Chuanqing (Bada Shanren) (1626–1705) malarz

                                                        - 66/39. Zongbao Daodu (1600–1661)
                                                          - 67/40. Zuxin Hanke (Han Zonglai) (1611–1659)
                                                          - 67/40. Tianran Hanshi (1608–1685)
                                                            - 68/41. Dangui Jinshi (Jin Bao) (1614–1680) wysoki urzędnik Mingów

                                                        - 66/39. Liji Daoqiu (1586–1685)
                                                          - 67/40. Zaisan Hongzan (1611–1681)

                                                      - 65/38. Gushan Yuanxian (1578-1657) (Yongjue Yuanxian) linia przekazu "gushan" kontynuowana do dziś
                                                        - 66/39. Weilin Daopei (1615–1702)

                                                      - 65/38. Huitai Yuanjing (bd) 
                                                        - 66/39. Juelang Daosheng (1592–1659)
                                                          - 67/40. Wuke Dazhi (Fang Yizhi) (1611–1671)
                                                          - 67/40. Zutang Dagao (Kun Can) (1612–1673) malarz
                                                          - 67/40/1. Xinyue Xingchou (Donggao Xinyue) (1639–1695) Japonia
                                                          - 67/40. Shilian Dashan (1633–1702)
                                                            - 68/41/1. Nguyễn Phúc Chu (król Wietnamu) (1674–1726) Wietnam

                                                  - 63/36. Huanxiu Changrun (zm. 1585) (Shaoshi Changrun)
                                                    - 64/37. Cizhou Fangnian (zm. 1594) "pierwsza linia przekazu z klasztoru Shaolin"
                                                      - 65/38. Yunmen Yuancheng (1561-1626) (Zhanran Yuancheng), 8 spadkobierców, linia przekazu "yunmen"
                                                        - 66/39. Shiyu Mingfang (1593–1648)
                                                          - 67/40. Weizhong Jingfu (bd)

                                                        - 66/39. Sanyi Mingyu (1599–1665)
                                                        - 66/39. Ruibai Mingxue (1584-1641)
                                                          - 67/40. Po’an Jingdeng (1603-1659) linia przekazu "jiaoshan"
                                                            - 68/41. Guqiao Zhixian (bd)
                                                              - 69/42. Jiantang Dejing (bd)
                                                                - 70/43. Shuo’an Xingzai (bd)
                                                                  - 71/44. Minxiu Fuyi (zm. 1790)?
                                                                    - 72/45. Biyan Xiangjie (1703-1765)
                                                                      - 73/46. Jizhou Chengyao (zm. 1737)?
                                                                        - 74/47. Juchao Qingheng (bd) (Juyue Qingheng)
                                                                          - 75/48. Xingyuan Juequan (bd)
                                                                            - 76/49. Moxi Haiyin (bd)
                                                                              - 77/50. Yuehui Liaochan (bd)
                                                                                - 78/51. Liuchang Wuchun (bd)
                                                                                  - 79/52. Jiehang Daxu (bd)
                                                                                    - 80/53. Yunfan Changzhao (bd)
                                                                                      - 81/54. Fengping Zhaoci (bd)
                                                                                        - 82/55. Zhuoran
                                                                                          - 83/56. Huida

                                                                                        - 82/55. Dejun Zijue (bd)
                                                                                          - 83/56. Jitang Jiatai (bd)
                                                                                            - 84/57. Zhiguang Wenjue (Zhiguang Mixing) (1889-1963)
                                                                                              - 85/58. Dongchu Denglang (1908-1977)
                                                                                                - 86/59. Mingshan Chuanxin (1913–2001)
                                                                                                - 86/59. Huikong Shengyen (1930-2009) linia przekazu szkoły Góry Bębna Dharmy (Tajwan i Stany Zjednoczone)

                              - 53/26. Yelü Chucai (1189–1243)